# Uljanowski Awtomobilny Sawod

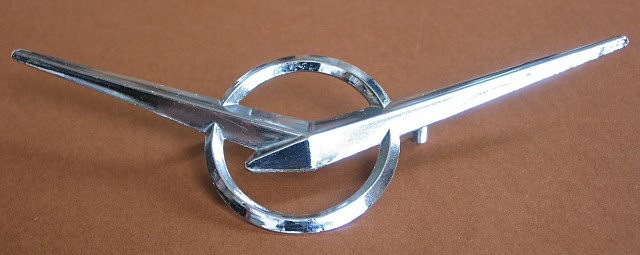
UAZ-Vogel-Emblem

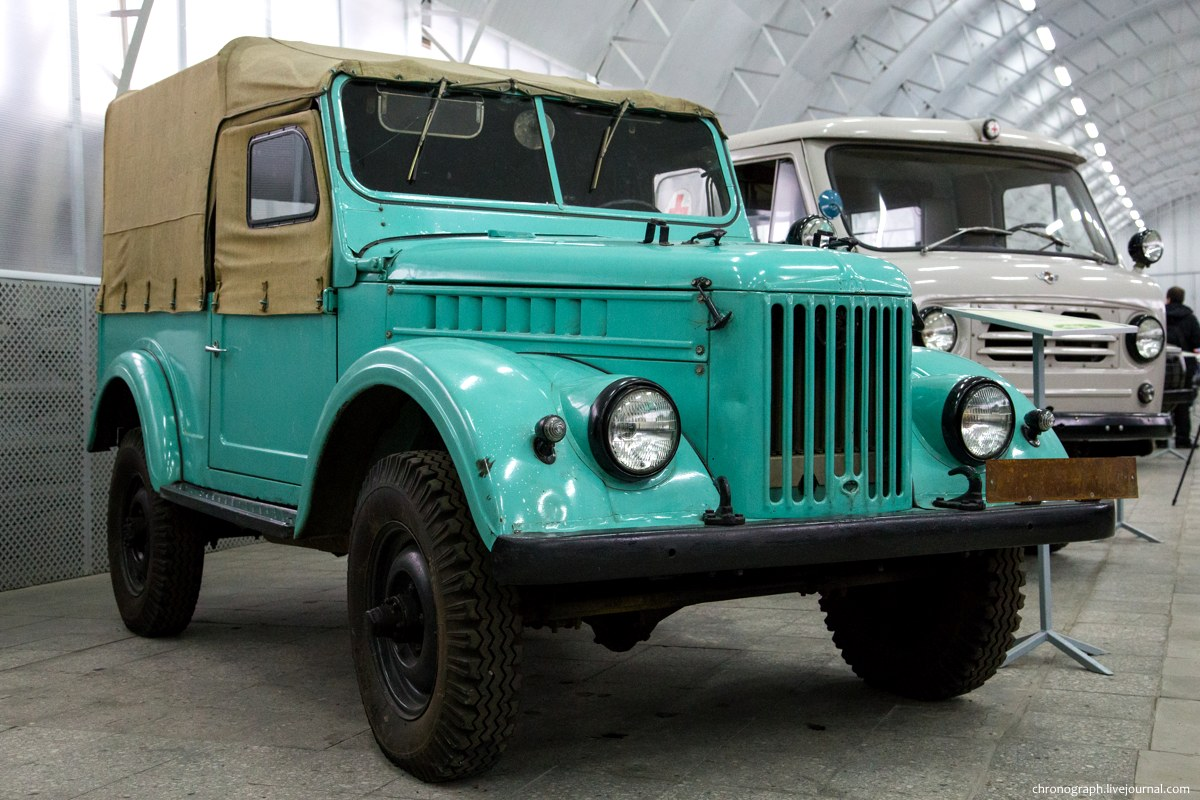
GAZ-69 aus der Produktion des UAZ (2014)

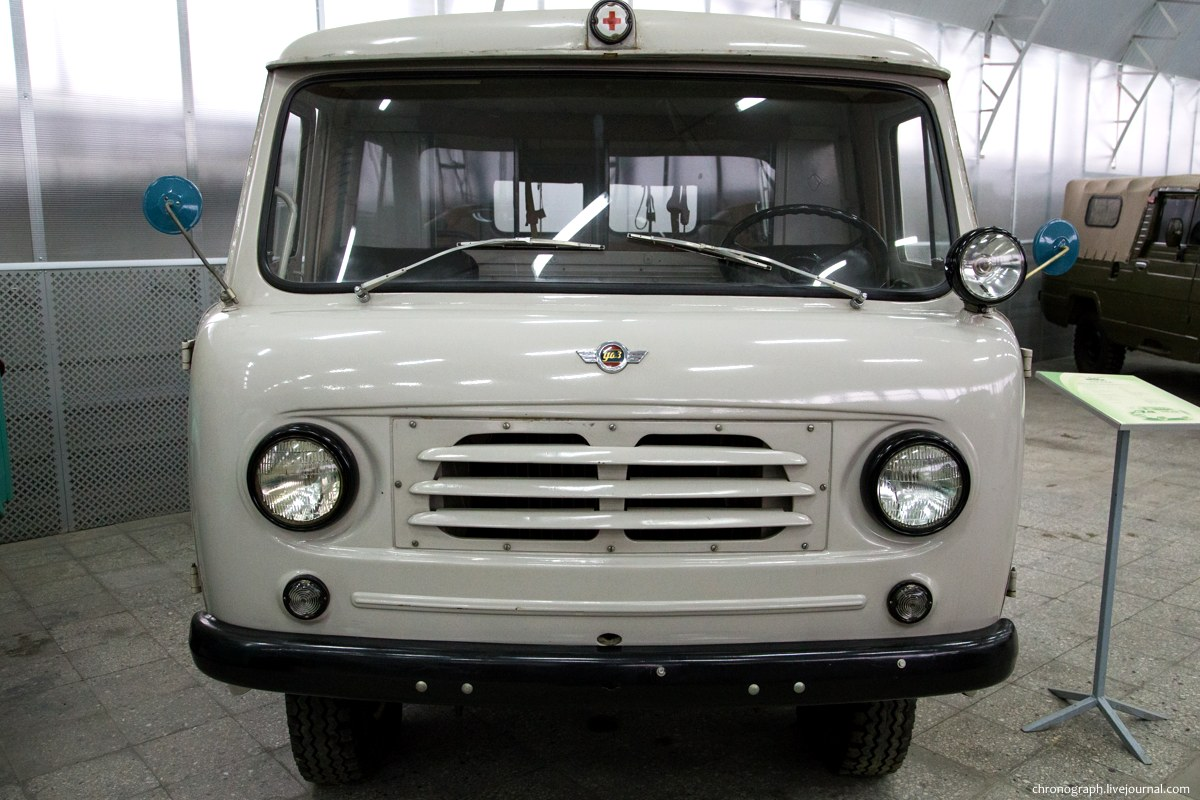
UAZ-450A im UAZ-Museum (2014)

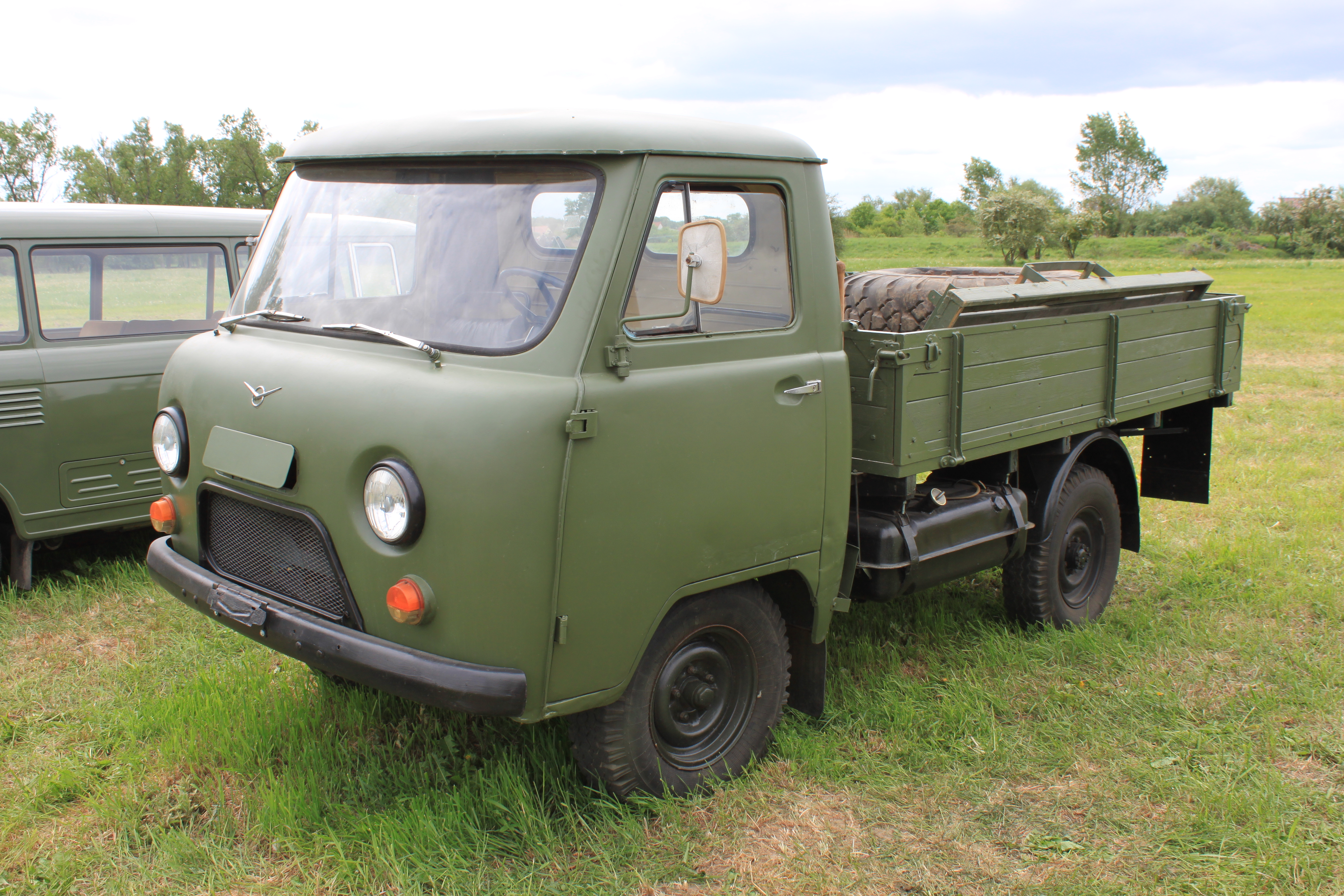
UAZ-451 mit Pritsche in Torgau (2014)

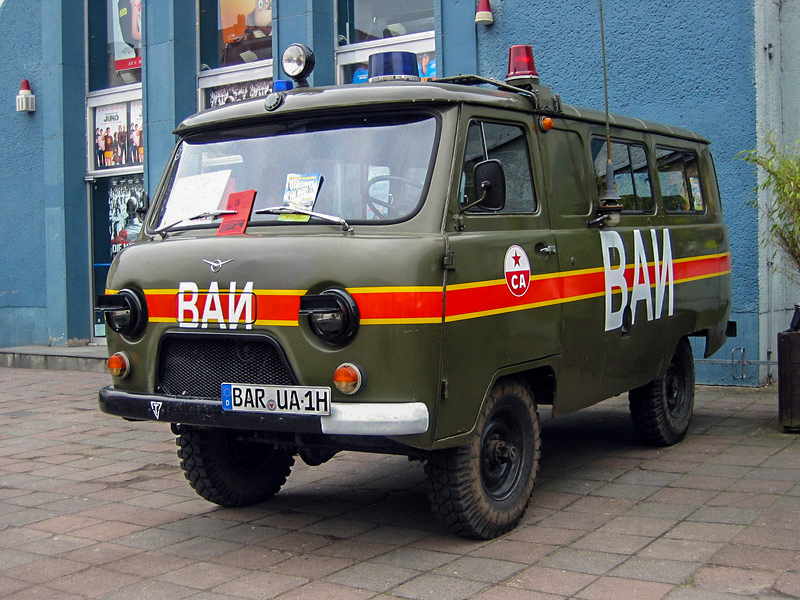
UAZ-452 der Militär-Verkehrsinspektion (2008)

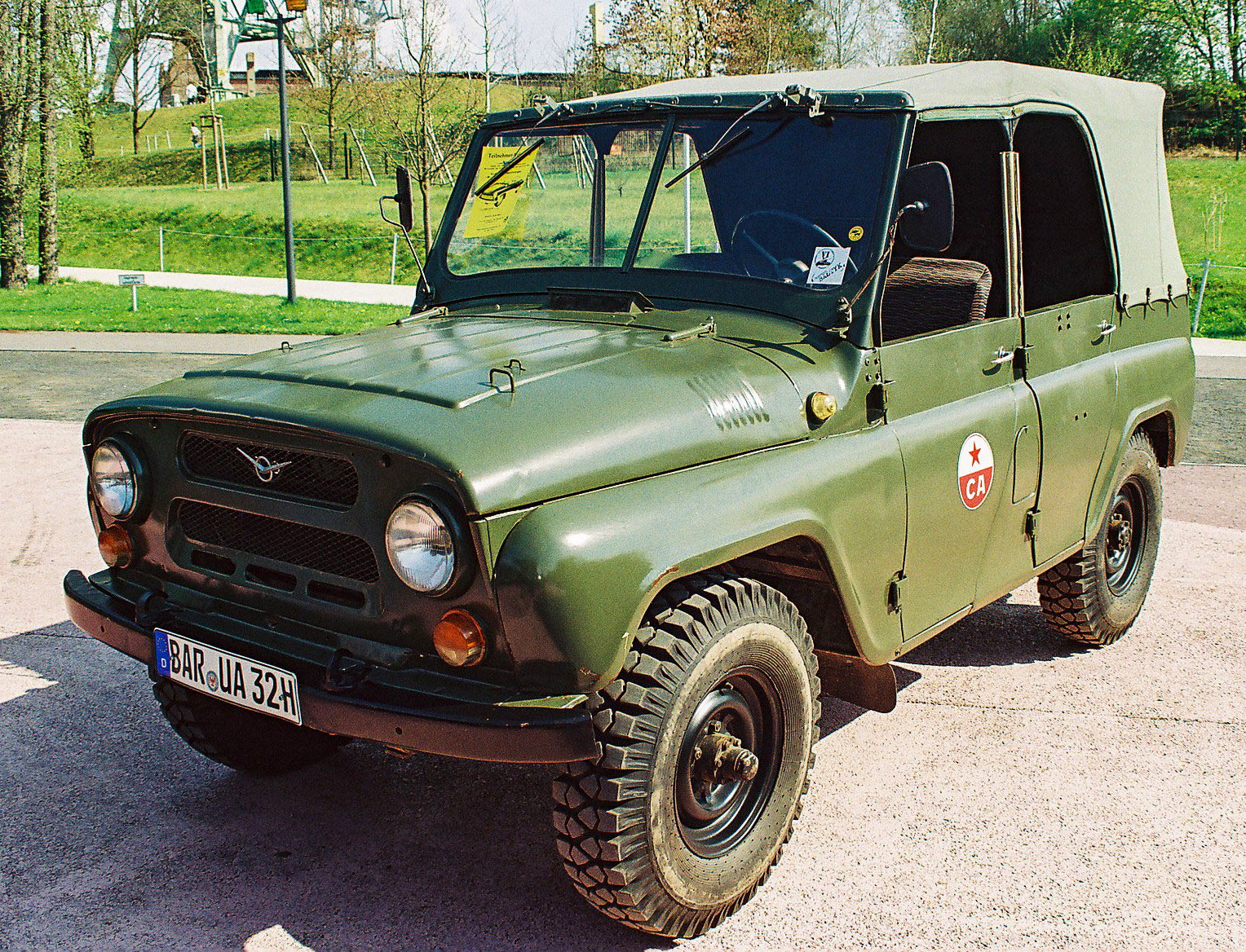
UAZ-469B (2006)

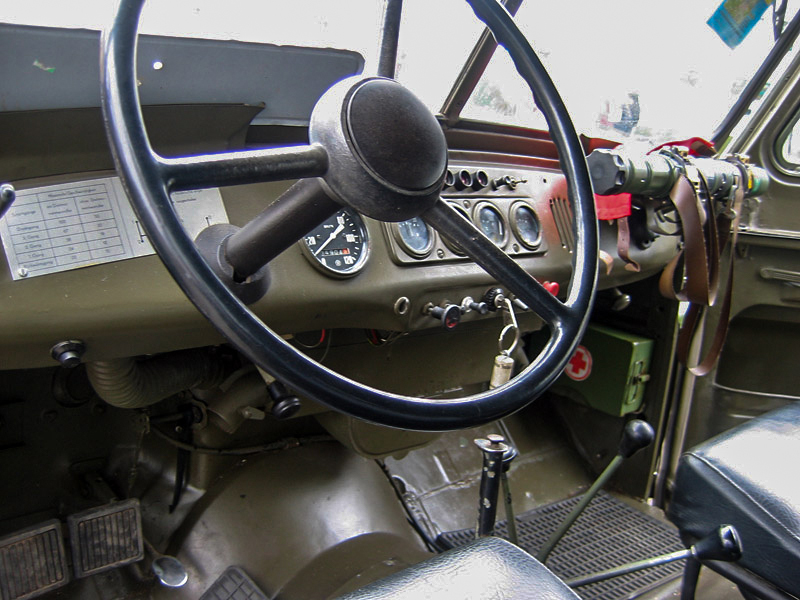
UAZ-469, Armaturenbrett (2008)

Das Uljanowski Awtomobilny Sawod (russisch «Ульяновский автомобильный завод», kurz УАЗ bzw. UAZ, „Automobilwerk Uljanowsk“) ist ein vormals sowjetischer und heute russischer Kraftfahrzeughersteller mit Sitz in Uljanowsk. Die Fahrzeuge aus der Produktion des Werks sind an der Fahrzeug-Identifizierungsnummer mit dem Herstellercode X7R zu erkennen. Heute gehört das Unternehmen zur Sollers-Gruppe und firmiert als OOO.

## UlZIS
Im Auftrag des Staatlichen Verteidigungskomitees der UdSSR, eine bestimmte Anzahl industrieller Unternehmen aus Moskau auszulagern, entstand 1941 in Uljanowsk eine neue Fabrik des Sawod imeni Stalina (ZIS). Das so entstandene Unternehmen wurde als „Uljanowski sawod imeni I. W. Stalina“ (Улья́новский Завод имени И. В. Сталина, kurz УльЗИС, UlZIS, „Stalinwerk Uljanowsk“) bezeichnet. Die Produktion begann 1942. Die ersten Produkte waren Kriegsgüter wie Munition sowie verschiedene Gerätschaften für den Flugzeugbau ziviler und auch militärischer Flugzeugtypen.
Im Mai wurde die Produktion des ZIS-5 aufgenommen, pro Tag wurden 20 bis 30 Fahrzeuge dieses Modells hergestellt. Um die Produktion zu erhöhen, wurde ein zweiter Werkskomplex eröffnet. Fahrzeuge, die das Werk in Uljanowsk verließen, wurden teilweise als UlZIS-5 (russisch УльЗИС-5) bezeichnet.
Des Weiteren begann im Herbst die Produktion des L3/2-Motors für den militärischen Einsatz. Bis zum Ende des Jahres wurden in den zwei Werken 4000 junge Arbeiter beschäftigt.
Um die Produktion weiter zu erhöhen, erlaubte das Komitee im Jahr 1943, auf der anderen Uferseite des Flusses Swijaga 200 Hektar für Planung und Konstruktion in Anspruch zu nehmen. Dort wurde das dritte Werk errichtet.
Mitte der 1940er-Jahre war das Werk an der Entwicklung des Prototyps eines 3,5-Tonners beteiligt. Der werksintern als UlZIS-253 bezeichnete Lastwagen, der die aus den Vereinigten Staaten gelieferten Studebaker US6 ergänzen sollte, hatte bereits einen Zweitakt-Dieselmotor. Die schon geplante Serienfertigung wurde jedoch zu Gunsten des ZIS-150 abgelehnt.
Im Jahr 1947 übernahm das Werk die im Gorkowski Awtomobilny Sawod auslaufende Fertigung des GAZ-MM, die es noch bis 1950 weiterführte. Am 13. März 1949 feierte das Werk sein 10.000. gefertigtes Fahrzeug.

## UAZ

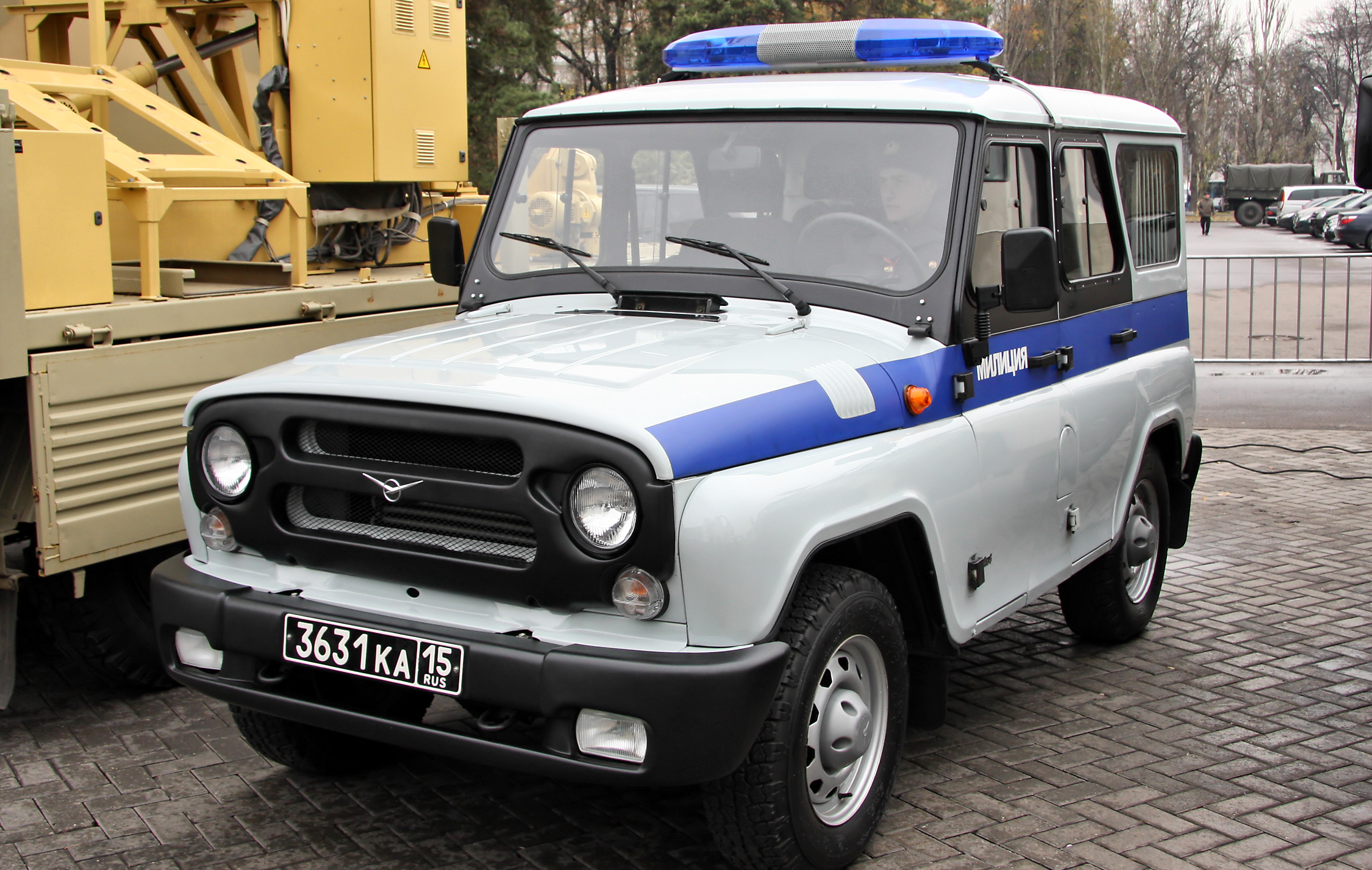
UAZ-Hunter-Polizeiwagen auf der Interpolitex Moskau (2010)

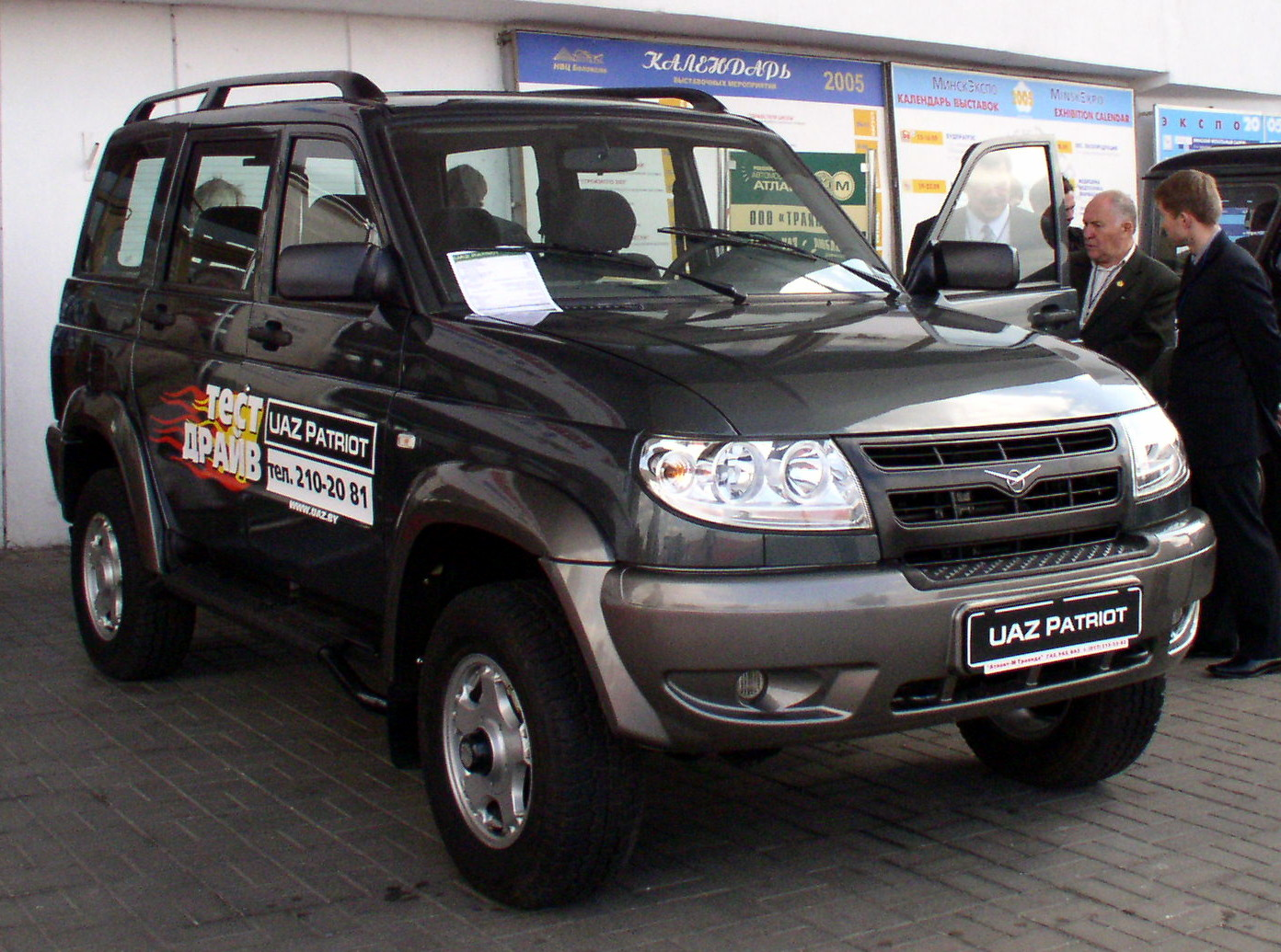
UAZ Patriot in Minsk (2005)

Wann und warum genau das Werk in Uljanowski Awtomobilny Sawod (UAZ) umbenannt wurde, ist nicht belegt. Bekannt ist, dass das Unternehmen bereits 1950 den Prototyp UAZ-300 vorstellte, deutlich vor Josef Stalins Tod und der nachfolgenden Entstalinisierung. Bei dem Fahrzeug handelte es sich um einen 1,5-Tonner für schwer zugängliches Terrain und auch landwirtschaftlichen Einsatz. Die ersten Tests fanden noch im selben Jahr statt und verliefen erfolgreich. Trotzdem erfolgte keine Serienproduktion.
1954 wurde die Produktion des Geländewagens GAZ-69 aus dem Gorkowski Awtomobilny Sawod (GAZ) nach Uljanowsk verlagert. Grund war, dass es GAZ an Produktionskapazitäten für die Lastwagenfertigung mangelte. Die ersten Exporte des UAZ ins Ausland fanden ebenfalls 1956 statt. Insgesamt wurde der GAZ-69 in 56 Länder exportiert. Aufgrund der im Zuge des Exports gestiegenen Qualität wies UAZ 1956 ein Rekordjahr auf und bildete nun qualitativ erstmals eine wichtige Konkurrenz zu den US-Fahrzeugen. Die Briten hatten den Autoexport in die Sowjetunion 1953 wegen politischer Differenzen eingestellt.
Ab 1958 wurde ein Kleintransporter aufgelegt, der UAZ-450. Er basierte technisch auf dem GAZ-69, der Motor mit stehenden Ventilen leistete 62 PS (46 kW) und brachte das Fahrzeug auf 90 km/h. Er verfügte über eine modern und zweckmäßig gestaltete Karosserie, war in verschiedensten Aufbauten von Pritschenwagen bis zum achtsitzigen Kleinbus lieferbar und wurde mit Allradantrieb ausgestattet. Bei dem Typ UAZ-451 handelte es sich um eine daraus abgeleitete 4×2-Variante mit einer um 200 Kilogramm erhöhten Nutzlast von einer Tonne. Der Motor mit hängenden Ventilen entsprach dem des GAZ M-21 Wolga und beschleunigte den Kleintransporter auf 100 km/h. Die Busvariante galt in der Karibik als Konkurrent des VW-T1-Bus. Aufgrund zahlreicher Ausführungen und Ausstattungsmöglichkeiten wurde die Baureihe sehr beliebt. 1965 erfolgte eine Weiterentwicklung hin zum Modell UAZ-452.
Mit dem Neujahr 1965 feierte UAZ sein 250.000. Fahrzeug. Auf der International Agriculture Show stellte UAZ sein speziell dafür entwickeltes Fahrzeug UAZ-452D vor. Im Vergleich mit Konkurrenten aus 20 Ländern gelang es UAZ, eine Goldmedaille zu gewinnen. Im August wurde UAZ vom Staat der Orden des Roten Banners der Arbeit verliehen. Im Anschluss daran ging der UAZ-452 umgehend in Produktion. Verschiedene Versionen der UAZ-452-Serie werden bis heute als Minibus, Pick-up und Kleintransporter hergestellt. Im Januar 1967 plante das Ministerium für Fahrzeugproduktion, die Produktion zu erhöhen und um weitere Produktionsstätten zu erweitern. 1971 wurde der Nachfolger des GAZ-69 unter dem Namen UAZ-469 in die Produktion aufgenommen. Am 4. August 1972 war der Ausbau der Hauptproduktionsstraße schließlich abgeschlossen. Diese wurde aber erst am 15. Dezember 1972 in Betrieb genommen.
Am 18. Februar 1974 verließ das einmillionste Fahrzeug, ein UAZ-452, das Werk. Der UAZ-452 wurde in der DDR als UAZ-3909 (Kleintransporter) und als UAZ-3743 (Kleinbus) vertrieben. Im August wurde der Elbrus mit einer UAZ-452B-Kolonne in nur 38 Minuten befahren. Dies stellte einen neuen Weltrekord dar. Eine Qualitätsauszeichnung erhielt UAZ im November 1977. Daraufhin wurden die Preise für vier Monate lang um 45 Prozent gesenkt. Dies bescherte UAZ im Gegensatz zum Vorjahr einen Bestellungszuwachs von 24,8 Prozent.
1983 erhielt UAZ einen staatlichen Auftrag zur Entwicklung eines Amphibienfahrzeugs. Das Ergebnis war der UAZ-3907 Jaguar. Zum Einsatz kam er zumeist bei den Grenztruppen der UdSSR. Es wurden nur 14 Stück gebaut. Im Wasser erreichte das Fahrzeug eine Geschwindigkeit von acht bis zehn Kilometer pro Stunde. The Travellers’ Club veranstaltete 1989 zusammen mit der UNESCO und einem für die technische Unterstützung zusammengestellten UAZ-Team die Große Internationale Seidenstraßen-Expedition. Mehr als 10.000 Kilometer Strecke durch Wüsten und Gebirge in Zentralasien und Kasachstan bescherten aufregende Wechsel der Erstplatzierten. Mercedes-Benz hatte zumeist die Spitzenposition im sandigen Gelände inne. Im Gebirge befand sich UAZ auf der Spitzenposition.

## In der Marktwirtschaft
Nach dem Zerfall der Sowjetunion wurde 1992 aus dem Werk die Uljanowsky Awtomobilny Sawod PJST. 1993 ging mit dem UAZ-31514 eine modifizierte Version des alten UAZ-469 in Produktion. Er besaß im Gegensatz zu seinen Vorgängern ein Metalldach, höhenverstellbare Sitze und zeitgemäße Türgriffe. Im Oktober 1994 wurde UAZ aufgrund der hohen Qualität ihrer Fahrzeuge der „Golden Globe International Prize“ verliehen.
Das erste vollständig neue Modell in nachsowjetischer Zeit war der 1997 vorgestellte UAZ-3160 Simbir. Unter dem SSVP-Programm wurden zudem auch der UAZ-3153 sowie der UAZ-31514 in das Angebot aufgenommen, beides Versionen des UAZ-469. Der UAZ-3153 hatte einen längeren Radstand und wurde mit leistungsfähigeren Motoren als der UAZ-31514 ausgeliefert. Im Juni 1998 begann die Produktion des UAZ-31604. Er hatte einen Dieselmotor und wurde in verschiedenen Aufbauversionen angeboten. So gab es ihn als Kleintransporter, Truck, Ambulanz und in einer Farmerausführung.
Auf der Basis des UAZ-452 wurde der neue UAZ-39094 mit einer Kabine für bis zu fünf Personen gefertigt. Ein weiterer Unterschied war die Ladefläche in Metallausführung. Diese machte das Modell anfällig, es blieb dennoch bis heute in Produktion.
Im April wurde der UAZ-3162 präsentiert. Aufgrund seines merkwürdigen Aussehens sollte er nur ein Prototyp bleiben. Nach der Moskauer Automobilschau änderte sich dies aber rasch, als die ersten Bestellungen eingingen. Der Minivan wurde weiterentwickelt und konnte in Produktion bis zu zwölf Passagieren Platz bieten.
Auf der „Moscow Industrial Exhibition and Fair“ wurde das neue Modell, der UAZ-31622, mit Gold ausgezeichnet. Auf der Basis dieses Prototyps gingen wenige Monate später der Minivan UAZ-3165 und der UAZ-2362 als Pick-up in Produktion. Dieses Modell verhalf UAZ, das nach dem Ende der Sowjetunion zusammengebrochene Händlernetzwerk wieder aufzubauen und die Gewinne zu steigern. Mit dem 2005 eingeführten UAZ Patriot konnte an den Erfolg angeknüpft werden. Dieses Fahrzeug wurde technisch aufgewertet und konnte mit Fabrikaten westlicher Hersteller mithalten.
Im Jahr 2003 wurde die Produktion des UAZ-469 eingestellt. Nachfolger wurde der optisch ähnliche, jedoch technisch überarbeitete UAZ Hunter, der bis heute in Serie gefertigt wird. Ebenfalls 2003 ergänzte UAZ die Produktion um den UAZ-2360. Es handelt sich bei diesem Modell um einen Kleinlastwagen, der auf dem UAZ-3160 basiert.